# أوريليو جانيت
أوريليو جانيت (بالإسبانية: Aurelio Janet)‏ هو منافس ألعاب قوى كوبي، ولد في 17 سبتمبر 1945 في سان لويس في كوبا، وتوفي في 23 نوفمبر 1968.

## وصلات خارجية
- أوريليو جانيت على موقع أوليمبيديا (الإنجليزية)